# Samuel Barry
Samuel Barry was een Engelse militair en gouverneur van Suriname.
In 1654 vertrok hij als majoor met het leger en de vloot van Robert Venables naar West-Indië om, in opdracht van Oliver Cromwell, de Spaanse bezittingen te veroveren. Na een mislukte aanval op Hispaniola veroverden de Engelsen in 1655 Jamaica. Barry werd daarna gepromoveerd tot luitenant-kolonel. De Engelse troepen waren slecht uitgerust en soldij bleef uit. Met de terugkerende vloot werd daarom een petitie meegestuurd, mede ondertekend door Barry, waarin werd gevraagd om extra manschappen, uitrusting en soldij. Barry werd een van de grootste landeigenaren van Jamaica. In 1661 werd hij lid van de Raad van Bestuur van de kolonie en opper-rechter. In die tijd verkocht hij een groot stuk land aan William Beeston voor de aanleg van het latere Kingston.
Eind 1662 werd hij door gouverneur Charles Lyttelton gevraagd leiding te geven aan een aanval op Tortuga dat door de Fransen op de Engelsen was veroverd. De aanval mislukte omdat de Fransen beter voorbereid waren dan was verwacht en omdat de kapitein van het schip waarmee Barry naar Tortuga was gekomen weigerde zijn kanonnen af te vuren en wegzeilde. Barry was gedwongen met een sloep terug te keren naar Jamaica.
In 1666 nam hij als kolonel deel aan de aanvallen van de Engelsen op Franse en Hollandse bezittingen in het Caribische gebied onder leiding van luitenant-generaal Henry Willoughby. Deze was de zoon van Francis Willoughby, de eigenlijke kolonialisator van Suriname. In 1667 veroverde de Engelse vloot, onder leiding van Sir John Harman eerst Cayenne. Daarna voeren zij naar Suriname. Het voormalige fort Willoughby, dat verdedigd werd door Zeeuwse soldaten, versterkt met Fransen die uit Cayenne waren gevlucht, werd snel veroverd. De kolonie werd geplunderd en plantages werden in brand gestoken. Meer dan 1200 Engelsen, waaronder vele Joden, werden gedwongen de kolonie te verlaten. Veel slaven werden naar de Engelse koloniën gestuurd. De Zeeuwse gouverneur Maurits de Rama en zijn soldaten werden gevangengenomen. Na een kort beheer door Harman voer de vloot verder naar Barbados en werd Barry benoemd tot gouverneur van Suriname. Hij werd hij al snel opgevolgd door James Bannister en keerde terug naar Jamaica. In 1676 trouwde hij met Elizabeth Modyford, dochter van Sir Thomas Modyford. Samen met een grote groep andere planters en hun slaven was de familie Modyford in 1664 uit Barbados gekomen. Dit was het begin van de grootschalige plantage-economie op Jamaica en de slavenhandel waar Barry later ook een rol in zou spelen.
Barry overleed omstreeks 1698. Na het overlijden hertrouwde zijn vrouw met Nicholas Lawes, gouverneur van Jamaica en degene die in 1730 de koffieteelt op dit eiland introduceerde.
In Kingston herinnert Barrystreet nog aan hem.